# Adora Records
Adora Records är ett svenskt skivbolag från Uppsala. Skivbolaget startades av Jonatan Samuelsson och Johan Ericson 2009 som en etikett på Livets Ords Förlag, med målet att erbjuda en större bredd än vad som tidigare getts ut på Livets Ords egen skivetikett. Här ges även utrymme för lovsång från andra sammanhang än det egna. Bl a har David Castañeda (tidigare Fame Factory m m), Jönköpingsbandet Dúfva och Viktoria Andersson (dotter till Ulf Christiansson i det kristna rockbandet Jerusalem) släppt sina skivor på Adora Records.
År 2015 såldes Adora till Jonatan Samuelsson, som fortsatte att driva skivbolaget vidare i samma anda.
Adora betyder "tillbe" på latin och skivbolaget inriktar sig på lovsångsmusik, från klassiska psalmer och hymner till modern lovsång i alla former.

## Artister på Adora Records
- Gemenskap
- Viva
- Harald Høidahl
- Maria Almroth & Daniel Viklund
- Viktoria
- David Castañeda
- Dúfva
- Gladys del Pilar
- Proklaim
- Ida Möller
- Micke Fhinn
- Christian Liljegren
- Cikoria
- Fredrik Elm
- House On A Hill
- Irene
- Anders Mossberg
- Danne Tibell
- Stephen Carlson & Jonatan Samuelsson

## Skivsläpp
- Gemenskap -  Vi vill ge dig ära (2009)
- Harald Høidahl - Lovsånger (2009)
- Gemenskap - Ett enat folk, en ny sång (2009)
- Harald Høidahl - You Are My God (2009)
- Maria Almroth & Daniel Viklund - Låt mig få höra om Jesus (2009)
- Gemenskap - Hjärtats lovsång (2009)
- Viktoria - My Faith (2010)
- David Castañeda - En sann verklighet (2010)
- Dúfva - Gryning (2010)
- Maria Almroth & Daniel Viklund - Stilla natt (2010)
- Gemenskap - Nu är vi ett i Jesus (2011)
- Gladys del Pilar - Waiting For A Miracle (2011)
- Proklaim - Messiah Live (2011)
- Gemenskap - Till hans namn ska folken sätta sitt hopp (2012)
- Viktoria - Mer av dig (2012)
- Ida Möller - Innerligt tacksam (2012)
- Proklaim - Sunrise EP (2012)
- Gemenskap - Leva för att ge (2013)
- Micke Fhinn - Underbara dagar (singel) (2013)
- Micke Fhinn - Underbara dagar (2013)
- Harald Høidahl - Herren ska komma över sitt folk (singel) (2013)
- Harald Høidahl - Låt ditt rike komma (2013)
- Christian Liljegren - Kraft (2015)
- Gemenskap - Med lyfta händer (2015)
- Gemenskap - Forma mitt hjärta (singel) (2016)
- Fredrik Elm - Mer än värdig (singel) (2016)
- Gemenskap - En ton från Himmelen (2017)
- Team Koinonia (Uppsala Pingst) - Allt vårt lov (2017)
- Irene - Endless (2017)
- Harald Høidahl - Kyrie eleison (2017)
- Harald Høidahl - Uendelig takknemlig (2017)
- Harald Høidahl - Mot morgengry (2017)
- Gemenskap - Du är min mening (2018)
- Viva featuring Anders Mossberg - Divina (2018)
- Diverse artister - Från evighet till evighet (2019)
- House On A Hill - Trofast Gud (singel) (2020)
- Harald Høidahl - Lovsyng Herren hele jorden (singel) (2020)
- Harald Høidahl - Herre vi ber (singel) (2020)
- Viva featuring Danne Tibell - Tell Me The Story (2020)
- Viva featuring Stephen Carlson & Jonatan Samuelsson - Selah (singel) (2020)
- Viva featuring Stephen Carlson & Jonatan Samuelsson - My Heart Always Wanders (singel) (2020)
- Viva featuring Stephen Carlson & Jonatan Samuelsson - Selah (2020)
- Gemenskap featuring Livets Ord Worship - Worship Sessions (2020)
- Harald Høidahl - Agnus Dei (2021)